# Trochosippa modesta
Trochosippa modesta är en spindelart som beskrevs av Roewer 1960. Trochosippa modesta ingår i släktet Trochosippa och familjen vargspindlar. Inga underarter finns listade i Catalogue of Life.